# Hubertusquelle (Thale)

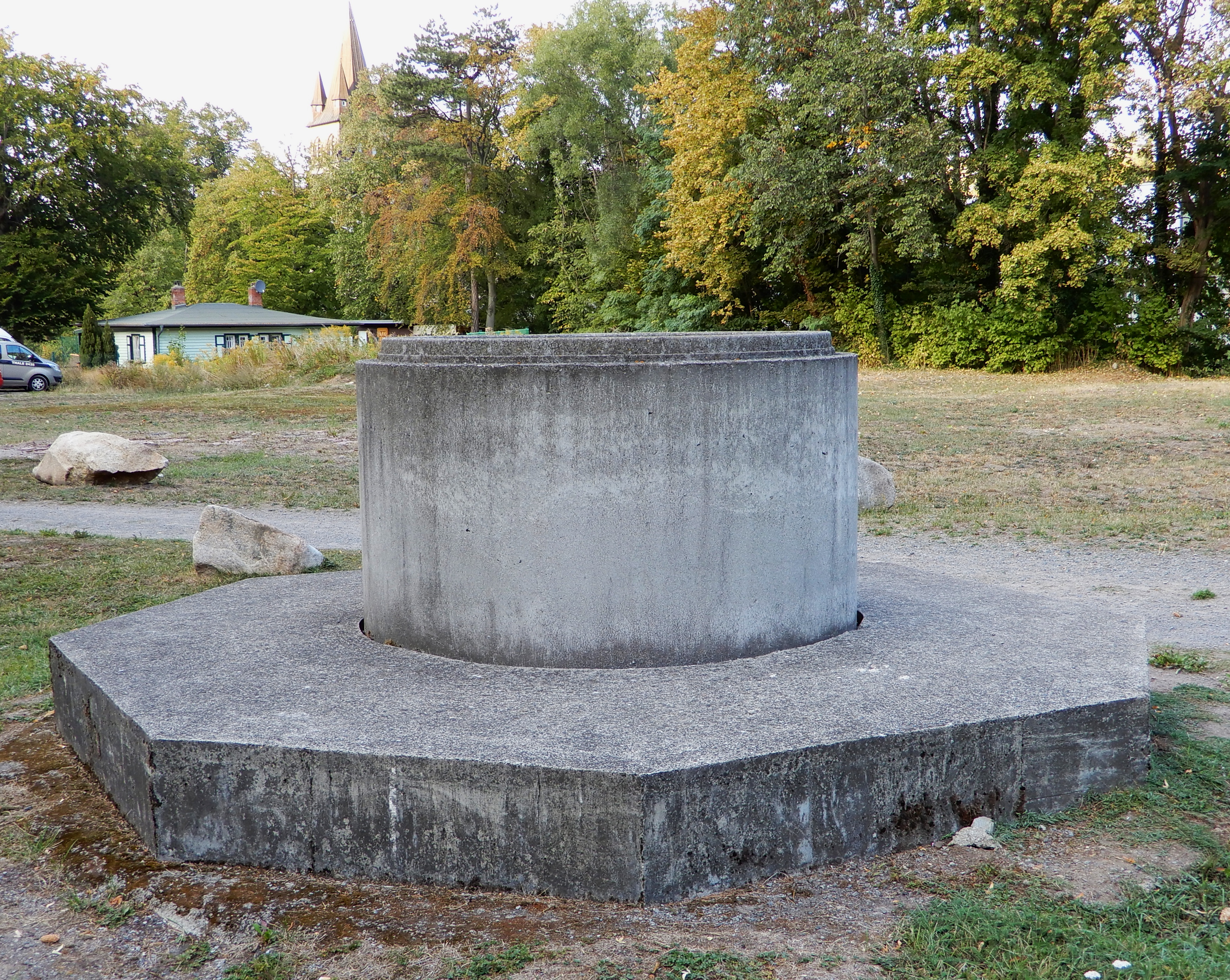
Einfassung des alten Hubertusbrunnens

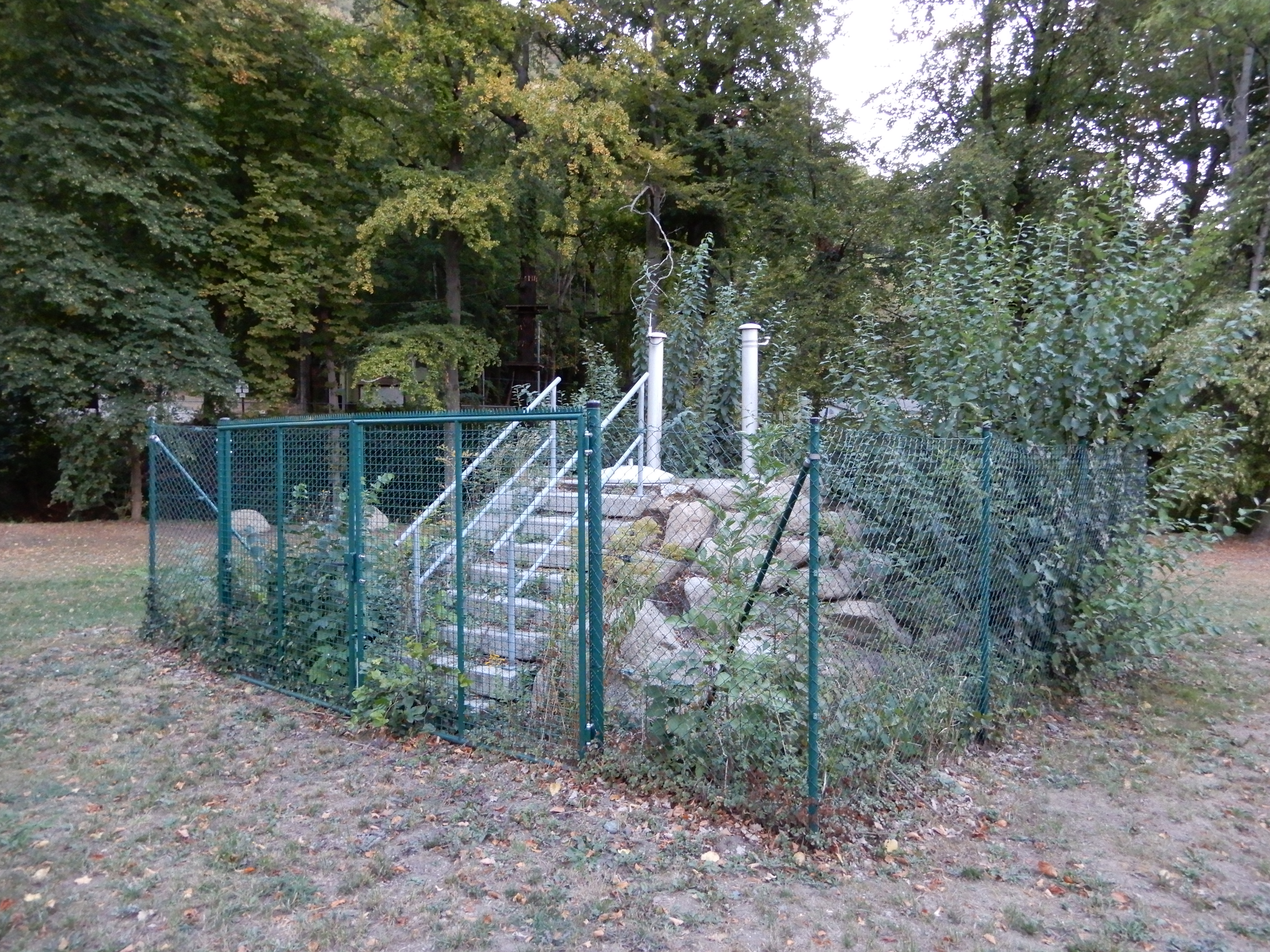
Neuer Hubertusbrunnen

Die Hubertusquelle (auch Hubertusbrunnen genannt) ist eine Heilquelle radonhaltigen Wassers. Sie entspringt auf der durch zwei Bode-Arme gebildeten Hubertusinsel bei Thale, unmittelbar am Austritt des Flusses aus dem Harz. Sie ist seit langem bekannt, und nach mündlichen Überlieferungen wurden zuerst Förster und Jäger auf die Quelle aufmerksam, da Rehe dort ihren Salzhunger stillten.

## Geschichte
Die erste, bisher bekannte urkundliche Erwähnung der Quelle stammt von 1584. In diesem Jahr erteilte der Landesherr, Graf Martin von Regenstein, dem Augsburger Bürger und Sudmeister, Balthasar Becker, das Privileg, an der Stelle eine Saline anzulegen. Allerdings taten die alljährlichen Bode-Eisfahrten und Hochwasser dem Werk nicht gut. Darum wurde die Salzproduktion in die ehemalige Gemarkung Behrensdorf (Gelände zwischen der heutigen Wolfsburg- und Roßtrappenstraße) verlegt, indem man die Sole durch Holzröhren dorthin leitete. Diese Saline gedieh gut, verfiel jedoch nach dem Tod des Sudmeisters Becker (er wurde in Blankenburg hingerichtet, weil er im Streit einen Hüttenmann erschlagen hatte) und die Sole blieb ungenutzt.
Erst 1832 kam die Quelle wieder ins Gespräch. Der im Dienste des Freiherren von dem Bussche-Streithorst stehende Gutsförster, Karl Daude, bemühte sich darum und konnte sie ab 1834 pachten. Zwei Jahre später kaufte er die gesamte Insel vom Forstfiskus. Zuerst verabreichte er die heilkräftige Sole in seiner Thalenser Dienstwohnung, wohin sie in Tonnen gebracht wurde. Bereits 1836 ließ er das erste massive Gebäude auf der Insel errichten, die er, weil er auch ein eifriger Jägersmann war, Hubertusinsel nannte. Die Namen Hubertusbrunnen, später Hubertusbad und Hubertusbrücke, stammen ebenfalls von Daude. Die Brücke wurde auf seine Kosten errichtet. Karl Daude blieb – trotz seiner Aktivitäten auf der Hubertusinsel – weiter Gutsförster.
1872 verkaufte Daude das Hubertusbad als eine bekannte Kuranstalt mit angesehenen Gästen an den Berliner Marcel Sieben. Dieser errichtete 1874 eine Villa, die er „Diana“ nannte. Für den Hotel-, Restaurant- und Badebetrieb wurden, über mehrere Jahre, umfangreiche Bauten errichtet, wie z. B. eine Musikmuschel, in der mehrmals in der Woche die Thalenser Kurkapelle für „Erbauung“ sorgte. Der schon von Daude angelegte und gepflegte Park wurde erweitert und bot den Gästen angenehme Erholung. Nach 1874 gab es keine neuen Bauten mehr.
Die Villa „Diana“ diente später „besseren“ Gästen als Unterkunft. Zu ihnen gehörte auch der mit Marcel Sieben befreundete Theodor Fontane, der hier den Entwurf zu seinem Roman „Cécile“ schrieb.
Schon zu Förster Daudes Zeiten brachten die häufigen Hochwasser der Bode große Schäden an den Fachwerkgebäuden, die sich ständig vermehrten, so dass 1932 das Hotel- und Restaurantgebäude baupolizeilich gesperrt und 1934 abgerissen wurde. Einen Badebetrieb und Solevertrieb gab es bis zum Ende des Zweiten Weltkriegs; später, bis 1986, einen eingeschränkten Badebetrieb.
Danach wurden alle Gebäude abgebrochen, bis auf die inzwischen durch zweimaligen Brand unbewohnbare Villa Diana. Auch für diese gab es bereits im Jahr 2001 eine Abbruchgenehmigung. Die Hubertusquelle wurde ab 2004 wieder in Betrieb genommen, zum Teil versorgt sie die im Jahr 2011 eröffnete Bodetal-Therme in unmittelbarer Nähe.